# Fäggeby

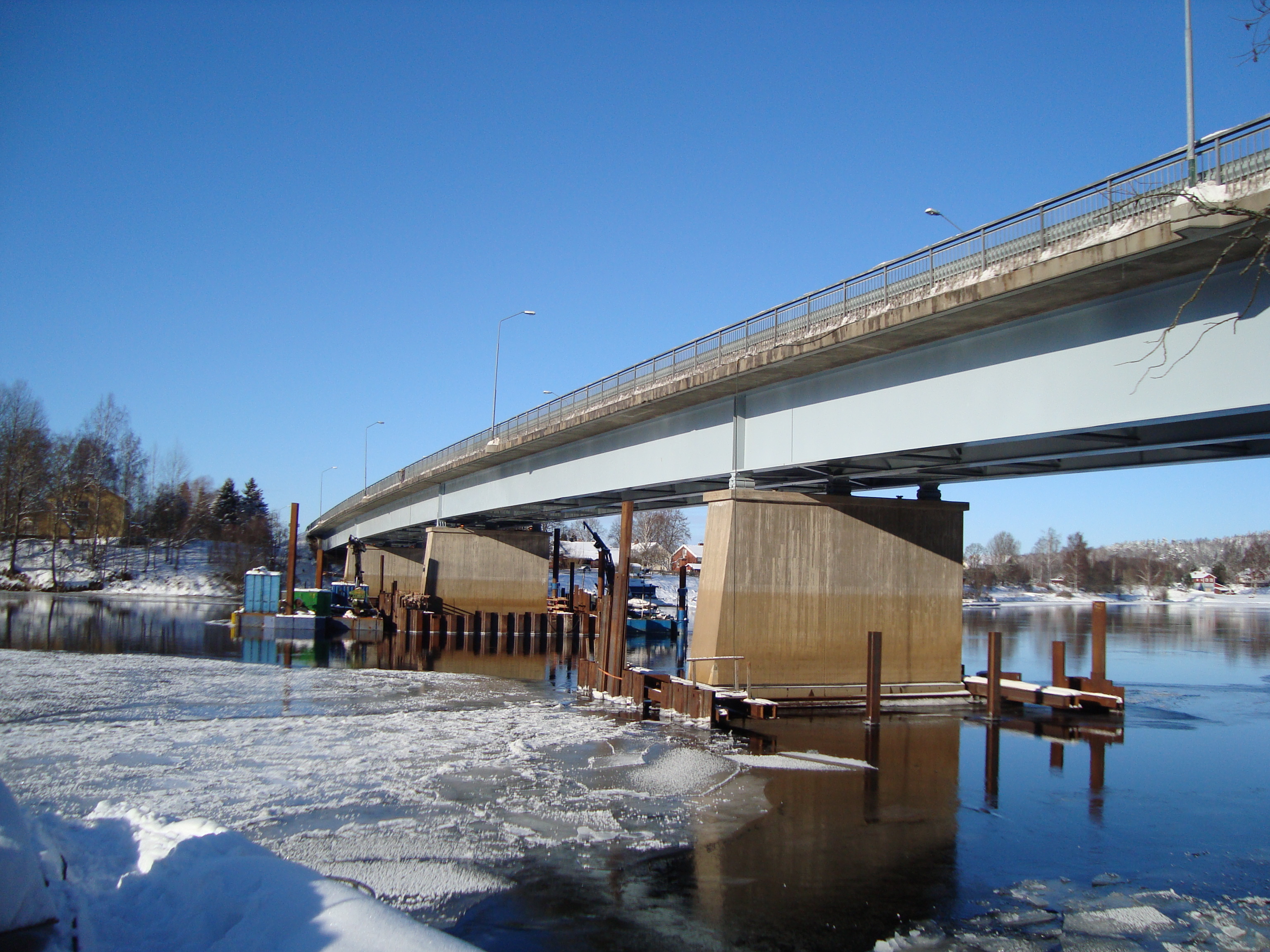
Reparation av Fäggebybron 2009.

Fäggeby är en småort i Stora Skedvi socken i Säters kommun belägen vid Dalälvens strand, mittemot Uppbo, mellan Hedemora och Falun och vid riksväg 69. 

## Namnet
Namnet Fäggeby kommer av "Fägårdar".

## Samhället
I samhället finns en bensinmack, en jourlivs och en pizzeria. I byn ligger även Stora Skedvi IF fotbollsförenings hemmaplan samt Fäggeby TK:s grusplan. På vinter dras det skidspår på åkrarna kring Bosjön.